# August Scharnke
August Scharnke (* 4. April 1885 in  Striegau, Niederschlesien; † 5. Oktober 1931 in Rostock) war ein deutscher Sanitätsoffizier, Psychiater und Hochschullehrer.

## Leben
1903 begann Scharnke an der  Kaiser-Wilhelm-Akademie für das militärärztliche Bildungswesen Medizin zu studieren. Ab 1904 diente er als Einjährig-Freiwilliger in der  Preußischen Armee. Im selben Jahr wurde er im Pépinière-Corps Franconia aktiv. Das praktische Jahr absolvierte er in der Charité. Als Sanitätsoffizier kam er 1910 in Köln zur 27. Infanterie-Brigade der 14. Division.
1913 ging er als beurlaubter Oberarzt (mil.) an die  Psychiatrische und Nervenklinik der   Kaiser-Wilhelms-Universität Straßburg. Dort wurde er im selben Jahr zum Dr. med.  promoviert. Von 1914 bis 1919 nahm er am  Ersten Weltkrieg teil, zuletzt als Oberstabsarzt.
Nach der Novemberrevolution ging er 1920 als Oberarzt an die Klinik der Philipps-Universität Marburg. Er  habilitierte sich 1921 und erhielt als Privatdozent die Venia legendi für Psychiatrie und Neurologie. 1925 wurde er zum außerplanmäßigen a.o. Professor ernannt. 1927 ging er als  Oberarzt (ziv.) an die Landesirrenanstalt Domjüch. An der Universität Rostock lehrte er als Professor für Psychiatrie. Er starb mit 46 Jahren.

## Werke
- Spirochäten und Paralyse. Marburg 1924.
- Ueber Beziehungen zwischen den eidetischen Phänomenen und den Sinnestäuschungen. Berlin 1927.